# 黒住憲五
黒住 憲五（くろずみ けんご）は、岡山県出身の日本のAORシンガー・シンガーソングライター。

## 略歴

### 1970年代
1971年、青山学院大学在学中、軽音楽部（ALS）に所属。1973年、ワーナー・パイオニアから「ブーメラン」のボーカル兼ドラマーとしてデビュー。1974年、「ブーメラン」解散。作曲活動と同時にソロ・アルバム制作を開始。1976年、キティレコードから「後ろから雨が」リリース。安田裕美プロデュース。セッション・バンド「カミーノ」がサポート。1979年、ゴダイゴと共に全国40数箇所でツアーを行う。シングル「罪深い夜」リリース。

### 1980年代
1980年、映画「アフリカ物語」の主題歌および挿入歌を作曲・歌唱。1982年、TDK RECORDSからアルバム『Again』リリース。松原正樹と共同プロデュース。ライブツアー「Again」敢行。1983年、アルバム『Still』リリース。ライブツアー「Still」敢行。1985年、Invitationからアルバム『Boxing Day』リリース。清水靖晃との共同プロデュース。キングレコードからKENGO KUROZUMI With Friends名義でアルバム『Island of OAFU』リリース。1987年、少林寺拳法40周年記念大会アルバム『Deep Within Each Man』制作。David Garfieldらとコラボレーション。1989年、日本コロムビアからアルバム『Pillow Talk』リリース。ジェフ・ポーカロ、エイブラハム・ラボリエル、David Garfield、ネイザン・イースト、マイケル・ランドウらとコラボレーション。

### 1990年代・2000年代
1994年、岡山県移住後、コマーシャルソング、イベント音楽監修などの総合プロデュースを手がける。2001年、インディーズレコードレーベル「D.S.P」を設立、ライブハウスのプロデュースを手がける。2005年、歌手活動再開。ピー・エス・シーからアルバム『Days of wonder』リリース。サポートメンバーはナニワエキスプレスのドラム・東原力哉、ベース・清水興、キーボード・中村建治。他にギター・丹波博幸、ピアノ・柳田ヒロ、サクソフォーン・土岐英史等を迎えての『Pillow Talk』以来16年ぶりのアルバム。

### 2010年代・2020年代
2012年、マスクラットレコードより『スパイラル～月と風の夜』リリース。前作『Days of wonder』同様、ナニワエキスプレスのメンバー、ドラム・上原裕、パーカッション・橋田正人が参加。2016年、ライブカフェ「amusement live cafe tonica」が竣工。自身も定期的なライブ活動を行う。2023年、江戸屋からアーティスト・デビュー50周年記念アルバム『one more time』リリース。

## 作品

### アルバム
| 発売日         | レーベル                   | 規格           | タイトル               | 規格品番   |
| -------------- | -------------------------- | -------------- | ---------------------- | ---------- |
| 1982年10月21日 | TDK RECORDS                | LP             | Again                  | T28A-1008  |
| 2009年6月24日  | Muskrat Records            | CD             | Again                  | RATCD-4328 |
| 2017年3月29日  | タワーレコード             | LP             | Again                  | TWJP-90    |
| 2022年9月7日   | タワーレコード             | CD             | Again                  | TWCP-136   |
| 1983年5月21日  | TDK RECORDS                | LP             | Still                  | T28A-1018  |
| 2009年6月24日  | Muskrat Records            | CD             | Still                  | RATCD-4329 |
| 2017年3月29日  | タワーレコード             | LP             | Still                  | TWJP-91    |
| 2022年9月7日   | タワーレコード             | CD             | Still                  | TWCP-137   |
| 1985年10月21日 | Invitation                 | LP             | Boxing Day             | VIH-28233  |
| 2021年10月20日 | ビクターエンタテインメント | CD             | Boxing Day             | VICL-65612 |
| 1985年11月5日  | キングレコード             | LP             | Island of OAHU         | K28A-683   |
| 1989年6月21日  | 日本コロムビア             | CD             | Pillow Talk            | CA-3589    |
| 2009年6月24日  | Muskrat Records            | CD             | Pillow Talk            | RATCD-4330 |
| 2017年3月29日  | タワーレコード             | LP             | Pillow Talk            | TWJP-92    |
| 2022年9月7日   | タワーレコード             | CD             | Pillow Talk            | TWCP-137   |
| 2005年5月25日  | ピーエスシー/ReBIRTH       | CD             | Days of Wonder         | MTCH-1145  |
| 2012年11月14日 | Muskrat Records            | CD（紙ジャケ） | Days of Wonder         | RATCD-4343 |
| 2012年11月14日 | Muskrat Records            | CD（紙ジャケ） | スパイラル～月と風の夜 | RATCD-4344 |
| 2023年4月5日   | 江戸屋                     | CD             | one more time          | EDCE-1042  |
| 2023年7月5日   | 日本コロムビア             | CD             | Light Mellow 黒住憲五  | COCP-42036 |

### シングル
| 発売日        | 規格  | 規格品番  | 面 | タイトル                                         | 作詞                  | 作曲     | 編曲     | 備考                           |
| ------------- | ----- | --------- | -- | ------------------------------------------------ | --------------------- | -------- | -------- | ------------------------------ |
| 1976年        | EP    | DKQ-1012  | A  | 後ろから雨が                                     |                       | 黒住憲五 |          |                                |
| 1976年        | EP    | DKQ-1012  | B  | 出逢い                                           |                       | 黒住憲五 |          |                                |
| 1979年        | EP    | L-280W    | A  | 罪深い夜                                         |                       | 黒住憲五 |          |                                |
| 1979年        | EP    | L-280W    | B  | 割れた夏                                         |                       | 黒住憲五 |          |                                |
| 1980年        | EP    | DR-6427   | A  | サムデイ Someday                                 |                       | 黒住憲五 |          | 映画「アフリカ物語」サントラ盤 |
| 1980年        | EP    | DR-6427   | B  | ストーリー オブ マイライフ Love Now Calls～Story |                       | 黒住憲五 |          |                                |
| 1982年        | EP    | T07S-1010 | A  | My Sweet Lady                                    | 大津あきら            | 黒住憲五 | 松原正樹 |                                |
| 1982年        | EP    | T07S-1010 | B  | Lusia                                            | 西尾尚子              | 黒住憲五 | 松原正樹 |                                |
| 1983年3月21日 | EP    | T07S-1023 | A  | 白い夏                                           | 西尾尚子              | 黒住憲五 | 武部聡志 |                                |
| 1983年3月21日 | EP    | T07S-1023 | B  | Juggler                                          | 西尾尚子              | 黒住憲五 | 武部聡志 |                                |
| 1983年        | EP    | T07S-1038 | A  | Paradise Island                                  | 竜真知子              | 黒住憲五 | 武部聡志 |                                |
| 1983年        | EP    | T07S-1038 | B  | 子牛線                                           | 西尾尚子 マイク・ダン | 黒住憲五 | 武部聡志 |                                |
| 1984年        | EP    | T07S-1048 | A  | Mr.Woman                                         | 安藤芳彦              | 黒住憲五 |          |                                |
| 1984年        | EP    | T07S-1048 | B  | DON'T GO                                         | マイク・ダン          | 黒住憲五 |          |                                |
| 1985年        | EP    | VIHX-1667 | A  | 震えて眠れ                                       |                       | 黒住憲五 |          |                                |
| 1985年        | EP    | VIHX-1667 | B  | 限りなくテンダー                                 |                       | 黒住憲五 |          |                                |
| 1989年6月1日  | 8cmCD | CA-8224   | 1  | 八月のAngel                                      |                       | 黒住憲五 |          |                                |
| 1989年6月1日  | 8cmCD | CA-8224   | 2  | PILLOW TALK                                      |                       | 黒住憲五 |          |                                |
| 1992年3月18日 | 8cmCD | TEDA-218  | 1  | 君がいた季節                                     |                       | 黒住憲五 |          | TX系「東京物語」テーマ曲 他    |
| 1992年3月18日 | 8cmCD | TEDA-218  | 2  | 眠れない夜のために                               |                       | 黒住憲五 |          |                                |
| 2015年11月3日 | CD    | LMDU-0005 | 1  | ジャグラー                                       | 西尾尚子              | 黒住憲五 | 武部聡志 |                                |
| 2015年11月3日 | CD    | LMDU-0005 | 2  | 白い夏                                           | 西尾尚子              | 黒住憲五 | 武部聡志 |                                |

## 楽曲提供
50音順
- あおい輝彦
- 石川秀美
- 葛城ユキ
- 国生さゆり
- 真田広之
- ジョニー吉長
- 新田恵利
- 根津甚八
- ペドロ&カプリシャス
- マリーン
- 三田寛子
- 三田村邦彦

## タイアップ
- ケンウッド
- センチュリー21
- クアーズライト
- パナソニック
- シャープ

## ブーメラン
メンバー
- 黒住憲五（くろずみ　けんご）：リーダー、ドラムス・リードヴォーカル
- 丹波博幸（たんば　ひろゆき）：ギター・ヴォーカル
- 岩撫安彦（いわなで　やすひこ）：ギター・ヴォーカル
- 東久世アキラ（ひがしくぜ）：ベース・ヴォーカル

シングル
- 片想いの日記帳／きみに花束を
  - 片想いの日記帳：黒住憲五作詞・作曲／中村弘明編曲
  - きみに花束を：黒住憲五作詞・作曲／中村弘明編曲
  - 演奏：セクションJ.P.M
  - (P)1974・9
  - 発売元：ワーナー・パイオニア
  - Atlantic：L-1207A
  - ディレクター：栗山章／撮影：恩地多聞

- 土曜大作戦／昨日（きのう）
  - 土曜大作戦：黒住憲五作詞・作曲、ブーメラン&中村弘明編曲
  - 昨日（きのう）：黒住憲五作詞・作曲、ブーメラン&中村弘明編曲
  - (P)1975・3
  - 発売元：ワーナー・パイオニア
  - Atlantic：L-1231A
  - ディレクター：栗山章／撮影：長田道夫
  - 撮影協力：六本木鳥坂ガーデン、31アイスクリームストア六本木店

## その他
- 映画『アフリカ物語』『この愛の物語』など主題歌および挿入歌を数多く担当。